# Rhynchohelea monilicornis
Rhynchohelea monilicornis is een muggensoort uit de familie van de knutten (Ceratopogonidae). De wetenschappelijke naam van de soort is voor het eerst geldig gepubliceerd in 1970 door Wirth and Blanton.